# قائمة المجلات الفيزيائية
هذه هي قائمة من المجلات الفيزياء مع المقالات الموجودة على ويكيبيديا. تم تنظيم القائمة حسب الحقول الفرعية للفيزياء.

## حسب الموضوع

### عام
- أكتا فيزيكا بولونيكا[1]
- التقدم في الفيزياء
- المجلة الأمريكية للفيزياء
- حوليات الفيزياء (أناليس دي فيسيكا), إسبانيا
- حوليات الفيزياء (أنالين دير فيزيكس), ألمانيا
- حوليات الكيمياء والفيزياء (أناليس دي تشيمي دي فيزيك), فرنسا
- حوليات الفيزياء
- المراجعة السنوية لميكانيكا الموائع
- رسائل الفيزياء التطبيقية
- مراجعات الفيزياء التطبيقية
- المجلة الكندية للفيزياء
- مجلة الفيزياء في أوروبا الوسطى
- مجلة EPL (معروف سابقا برسائل يوروفيزيكس)
- المجلة الفيزيائية الأوروبية الأجزاء من (A-E)
- أصول الفيزياء
- مجلة الفيزياء الجزء الرابع- الإجراءات
- مجلة الفيزياء التطبيقية
- مجلة الفيزياء التجريبية والنظرية
- مجلة الجمعية الفيزيائية الكورية
- مجلة الجمعية الفيزيائية اليابانية
- مجلة الفيزياء, عدة مجلات
- المجلة الهندية للفيزياء
- الإشعارات الشهرية للجمعية الفلكية الملكية
- مجلة فيزياء الطبيعة
- مجلة جديدة في الفيزياء
- مجلة الفيزياء المفتوحة
- مجلة نصوص الفيزياء (فيزيكا سكربتا)
- رسائل مراجعة الفيزياء
- المراجعة الفيزيائية (X)
- المراجعة الفيزيائية المطبقة
- مقالات الفيزياء
- رسائل الفيزياء(أ)
- تقارير الفيزياء
- الفيزياء اليوم
- مجلة التقدم في العلوم الفيزيائية
- مجلة برامانا
- تقدم الفيزياء النظرية والتجريبية
- تقارير عن التقدم في الفيزياء
- مراجعات في الفيزياء الحديثة
- مجلة ساي-بوست فيزيكس(SciPost Physics)
- حركة الموجة (دورة أكاديمية)
- مجلة بحوث الطبيعة
- مجلة بحوث الطبيعة(أ)

### الفيزياء الفلكية
- التقدم في أبحاث الفضاء
- المجلة السنوية لعلم الفلك والفيزياء الفلكية
- المجلة الفلكية
- علم الفلك والفيزياء الفلكية
- فيزياء الجسيمات النجمية
- مجلة الفيزياء الفلكية
- الفيزياء الفلكية وعلوم الفضاء
- إيكاروس
- مجلة علم الكونيات وفيزياء الجسيمات الفلكية
- مجلة البحوث الجيوفيزيائية
- مجلة الجمعية الفلكية الكورية
- الإخطارات الشهرية للجمعية الفلكية الملكية
- علوم الكواكب والفضاء

### الفيزياء الذرية والجزيئية والبصرية
- المجلة الفيزيائية الأوروبية (د)
- مجلة الفيزياء (ب)
- مجلة فيزياء الليزر
- مجلة الفيزياء الجزيئية
- المراجعة البدنية (أ)

### البلازما
- الفيزياء الفلكية وعلوم الفضاء
- المجلة الكندية للفيزياء
- المجلة الفيزيائية الأوروبية (د)
- معاملات IEEE على علوم البلازما
- مجلة الفيزياء التطبيقية
- مجلة البحوث الجيوفيزيائية
- مجلة الفيزياء(د)
- مجلة الفراغ للعلوم والتكنولوجيا
- المراجعة الفيزيائية(هـ)
- فيزياء السوائل
- فيزياء البلازما
- علوم الكواكب والفضاء
- فيزياء البلازما والاندماج المتحكم فيه
- علوم وتكنولوجيا البلازما
- علوم وتكنولوجيا مصادر البلازما

### قياس
- مجلة علم القياس والتكنولوجيا
- المترولوجيا
- مراجعة الأدوات العلمية

### الفيزياء النووية والجسيمات
- مجلة (اكتا فيزيكا بولونيكا)
- مجلة التقدم في فيزياء الطاقة العالية
- المجلة الفيزيائية الأوروبية(أ) : الهادرونات والنوى
- المجلة الفيزيائية الأوروبية(ج): الجسيمات والحقول
- المجلة الدولية للفيزياء الحديثة(هـ)
- مجلة فيزياء الطاقة العالية
- مجلة الفيزياء(ز): الفيزياء النووية والجسيمات
- مجلة رسائل الفيزياء الحديثة(أ)
- مجلة الأدوات والطرق النووية في بحوث الفيزياء
- مجلة الفيزياء النووية(أ)
- مجلة الفيزياء النووية(ب)
- مجلة رسائل الفيزياء(ب)
- مجلة المراجعة فيزيائية(فيزيكال ريفيو)(ج)
- مجلة المراجعة فيزيائية(د)

### بصريات
- مجلة البصريات التطبيقية
- مجلة الفيزياء التطبيقية (ب)
- البصريات الطبية الحيوية اكسبرس
- مجلة التلسكوبات والأدوات والأنظمة الفلكية
- مجلة البصريات الطبية الحيوية
- مجلة بيوفوتونيك
- مجلة الجمعية الأوروبية للبصريات: منشورات سريعة
- مجلة البصريات الحديثة
- مجلة الجمعية البصرية الأمريكية
- مجلة البصريات
- مجلة فوتونات للطاقة
- مجلة الضوء: العلم والتطبيقات
- مجلة الفوتونات الطبيعية
- مجلة نيوروفوتونيك
- البصريات
- مجلة الهندسة الضوئية
- مجلة اتصالات البصريات
- مجلة بصريات إكسبرس
- مجلة رسائل البصريات
- مجلة التقدم في البصريات

### الفيزياء الحاسوبية
- علم المواد الحسابية
- اتصالات فيزياء الحاسوب
- المجلة الدولية للفيزياء الحديثة(ج) (الفيزياء الحاسوبية، الحسابات الفيزيائية)
- مجلة الفيزياء الحاسوبية
- المراجعة الفيزيائية (هـ) ، القسم (هـ 13)

### المادة المكثفة وعلم المواد
- مجلة (أكتا ماتيرياليا)
- مجلة الفيزياء التطبيقية (أ)
- مجلة الرذاذ والبخاخات
- المجلة الفيزيائية الأوروبية (ب)
- مجلة معاملات (IEEE) على المغناطيس
- المجلة الدولية للفيزياء الحديثة (ب)
- مجلة المغناطيسية والمواد المغناطيسية
- مجلة الفيزياء: المادة المكثفة
- مجلة رسائل الفيزياء الحديثة (ب)
- مجلة مواد الطبيعة
- مجلة فلسفية
- مجلة فلسفية (رسائل)
- مجلة فيزيكا (ب) (مادة مكثفة)
- مجلة فيزيكا (ج) (الموصلية الفائقة)
- مجلة فيزيكا (د) (الهياكل النانوية)
- الحالة الصلبة (مجلة فيزيكا ستاتس سوليدي) (أ) / (ب) / (ج) / RRL
- مجلة المراجعات الفيزيائية (فيزيكال ريفيو) (ب) (المادة المكثفة وفيزياء المواد)
- مجلة رسائل الفيزياء (أ)
- مجلة فيزياء الموائع
- مجلة علوم وتكنولوجيا المواد المتقدمة
- مجلة اتصالات الحالة الصلبة
- مجلة المعادن الصناعية

### فيزياء درجات الحرارة المنخفضة
- مجلة فيزياء درجات الحرارة المنخفضة
- فيزياء درجات الحرارة المنخفضة

### الفيزياء الكيميائية
- رسائل الفيزياء الكيميائية
- مجلة الفيزياء الكيميائية
- مجلة الكيمياء الفيزيائية (أ)
- مجلة الكيمياء الفيزيائية (ب)
- مجلة الكيمياء الفيزيائية (ج)
- مجلة رسائل الكيمياء الفيزيائية
- الكيمياء الفيزيائية

### فيزياء المادة اللينة
- المجلة الفيزيائية الأوروبية (هـ)
- مجلة علوم البوليمرالجزء(ب)
- مادة اللينة

### الفيزياء الطبية
- مجلة العلوم الفيزيائية والهندسية الأسترالية في الطب
- مركز بيو-ميد للفيزياء الطبيية
- الكهرومغناطيسية الحيوية
- فيزياء الصحة
- مجلة الفيزياء الطبية
- الرنين المغناطيسي في الطب
- الفيزياء الطبية
- الفيزياء في الطب وعلم الأحياء

### الفيزياء البيولوجية
- المراجعة السنوية للفيزياء الحيوية
- بحوث اتصالات الكيمياء والفيزياء الحيوية
- مجلة الفيزياء الحيوية
- المراجعات والرسائل الفيزيائية الحيوية
- تقارير أكاديمية علوم الكيمياء والفيزياء الحيوية
- مجلة الفيزياء الحيوية الأوروبية
- المجلة الدولية للجزيئات البيولوجية الكبيرة
- علم الأحياء الفيزيائي
- الإشعاع والفيزياء الحيوية البيئية

### الفيزياء الإحصائية وغير الخطية
- الشواش
- الفركتلات
- المجلة الدولية للتشعب والشواش
- مجلة الميكانيكا الإحصائية: النظرية والتجربة
- مجلة الفيزياء الإحصائية
- الديناميكيات غير الخطية
- اللاخطية
- مجلة فيزيكا (أ)
- مجلة فيزيكا (د)
- مراجعة فيزيائية (هـ)

### الفيزياء النظرية والرياضية
- التطورات في الفيزياء النظرية والرياضية
- مجلة حوليات هنري بوانكاريه
- الجاذبية الكلاسيكية والكمية
- الاتصالات في الفيزياء الرياضية
- المجلة الإلكترونية للفيزياء النظرية
- إنتروبيا
- المجلة الدولية للفيزياء الحديثة (أ)
- المجلة الدولية للفيزياء الحديثة (د)
- المجلة الدولية للفيزياء النظرية
- مجلة الفيزياء الرياضية
- مجلة الفيزياء (أ): الرياضية والنظرية
- رسائل في الفيزياء الرياضية
- الفيزياء النووية (ب)
- تقدم الفيزياء النظرية والتجريبية
- الفيزياء النظرية والرياضية
- مجلة Universe

### معلومات الكم
- الكم
- مجلة علم المعلومات الكمّية
- المجلة الدولية لمعلومات الكم
- مجلة (npj) لمعلومات الكم

### الجيوفيزياء وعلم الكواكب
- ديناميكيات السوائل الجيوفيزيائية والفيزياء الفلكية التي كانت تُعرف سابقًا باسم ديناميكيات السوائل الجيوفيزيائية
- المجلة الجيوفيزيائية الدولية المعروفة سابقًا باسم المجلة الجيوفيزيائية للجمعية الفلكية الملكية
- رسائل البحث الجيوفيزيائي
- إيكاروس
- مجلة البحوث الجيوفيزيائية
- فيزياء الأرض وبواطن الكواكب
- علوم الكواكب والفضاء
- المراجعات الجيوفيزياء

### الصوتيات
- مجلة الصوت والاهتزاز
- مجلة الجمعية الصوتية الأمريكية
- مجلة الصوتيات النظرية والحاسوبية

## روابط خارجية
- قائمة المجلات من المركز الدولي للبحث العلمي
- مجلات الفيزياء المعترف بها EPS